# 臣 (姓)
臣是古墳时代大和朝廷的赐姓。与他们相对的是連姓，他们势力最大的是苏我氏、葛城氏、巨势氏、平群氏与吉備氏。
他们在早期大和朝廷势力很大，是地方上較大的势力的首长，天皇立太子也要与他们商议。在大化革新后他们地位降低，在天武天皇跌下八色姓第六位对朝政没什么影响力。
这个称号在宮廷内表示至高无上，具有属于Ōkimi（后来表示为皇帝）的名义权力，无论他是否真正拥有权力。